# Большое Андрейково (Красносельский район)
Большое Андрейково — деревня в Красносельском районе Костромской области. Входит в состав Боровиковского сельского поселения.

## География
Находится в юго-западной части Костромской области на расстоянии приблизительно 16 км на север-северо-запад по прямой от районного центра поселка Красное-на-Волге на правом берегу реки Покша.

## История
В 1872 году здесь было учтено 34 двора, в 1907 году отмечено было 52 двора.

## Население
Постоянное население составляло 230 человек (1872 год), 299 (1897), 307 (1907), 68 в 2002 году (русские 100 %), 147 в 2022.